# Sasfészek
A Sasfészek (németül: Kehlsteinhaus) Németország Bajorország tartományában, a Berchtesgadeni-Alpokban található hegyvidéki nyaralóház, amely a német diktátor, Adolf Hitler kedvenc tartózkodási helye volt 1938 és 1945 között.

## Fekvése
Csodálatos természeti környezetben fekszik, Németország délkeleti csücskében, Bajorország tartományban, a Bajor-Alpokban, Felső-Bajorország (Oberbayern) területén, nagyon közel az osztrák határhoz. 1834 méteres tengerszint feletti magasságban, nem messze Obersalzbergtől fekszik. Nem messze tőle nyugatra található a Watzmann, Németország harmadik legmagasabb hegysége. Délnyugati irányban a Königssee, míg tiszta időben északi-északkeleti irányban Salzburgig is ellátni. Déli irányba a kilátást a Bajor-Alpok korlátozza. A ház maga nem a hegycsúcs tetején áll, hanem kicsit lejjebb. A csúcshoz gyalog is könnyen fel lehet jutni, tetején kilátó és kereszt áll.

## Története
A hegytetőn eredetileg egy gazdag bajor kereskedő háza, az úgynevezett Wachmann-ház állt. Ezt a területet szemelte ki a Nemzetiszocialista Német Munkáspárt a vezér, Adolf Hitler számára. Már a '20-as években bérbe vették a területet, ugyanis ideális helyen feküdt, közel a baráti Ausztriához, Olaszországhoz és Magyarországhoz. Így az akkoriban még csak kis párt elnökeként tevékenykedő Hitler gyorsan el tudott volna menekülni baj esetén.[forrás?]

### A Kehlsteinstraße

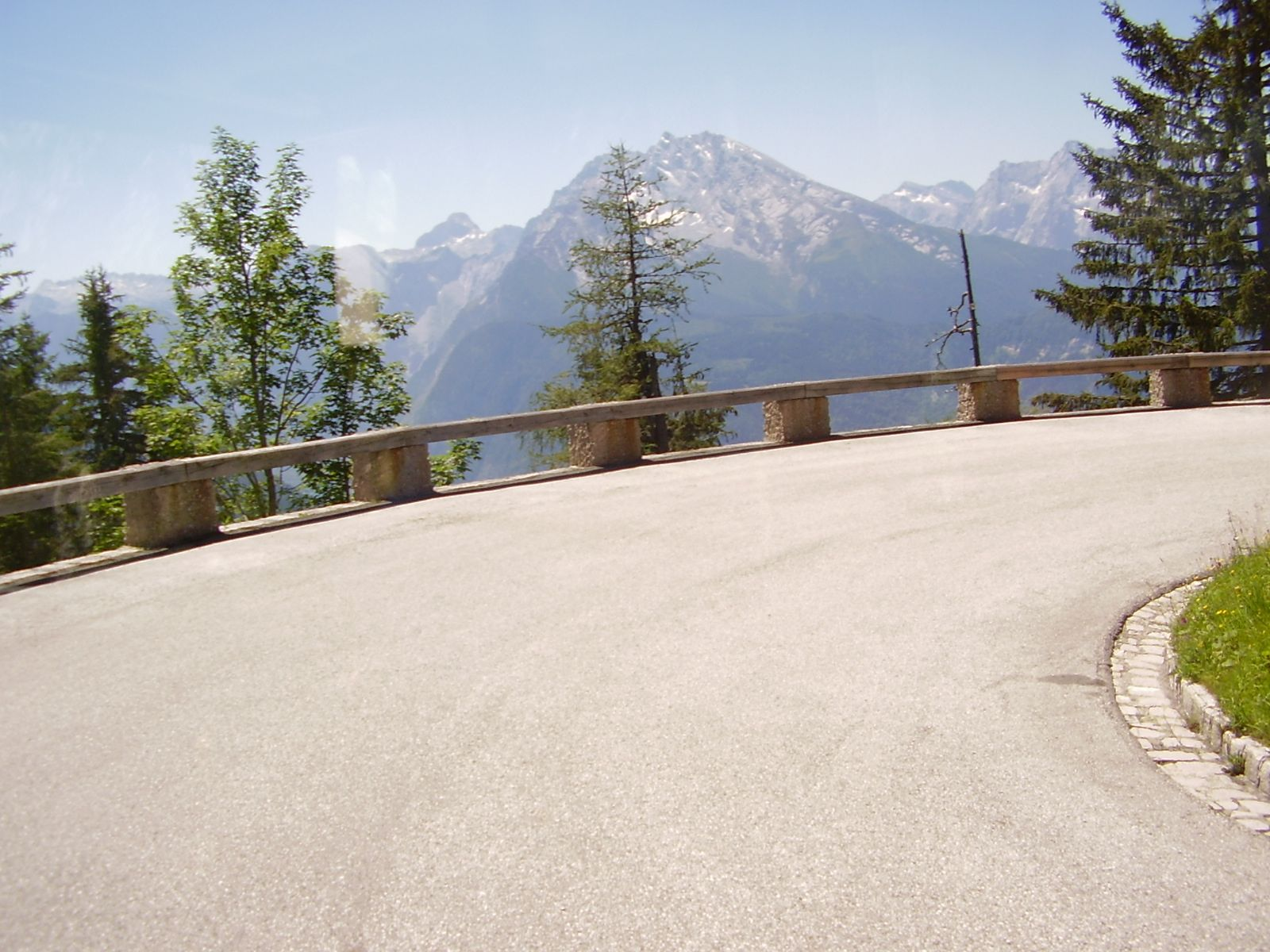
A Kehlsteinstraße

Először az oda vezető útvonalat építették meg Albert Speer tervei alapján, a munka 13 hónapig tartott, nem fukarkodtak sem az emberi-, sem az anyagi erőforrásokkal. Grandiózus mű született, több alagutat is fúrtak, végig erősen kanyarog az út, szerpentines jellegű. A legfelső része megsemmisült a szövetségesek 1945-ös bombázása idején, azt már nem építették vissza. Így kb. 1700 méter magasságig lehet feljutni. Az út sokáig zárva volt a nagyközönség előtt, a második világháború végéig Hitler és fontos párttagokon kívül csak a meghívottak, illetve a Wehrmacht és az SS egységei használhatták. A háború után az amerikai hadsereg pihenőhelyeként funkcionált, így az út továbbra is zárva volt, azt 1960-ban adták vissza a Bajor Államnak.

### Az épület

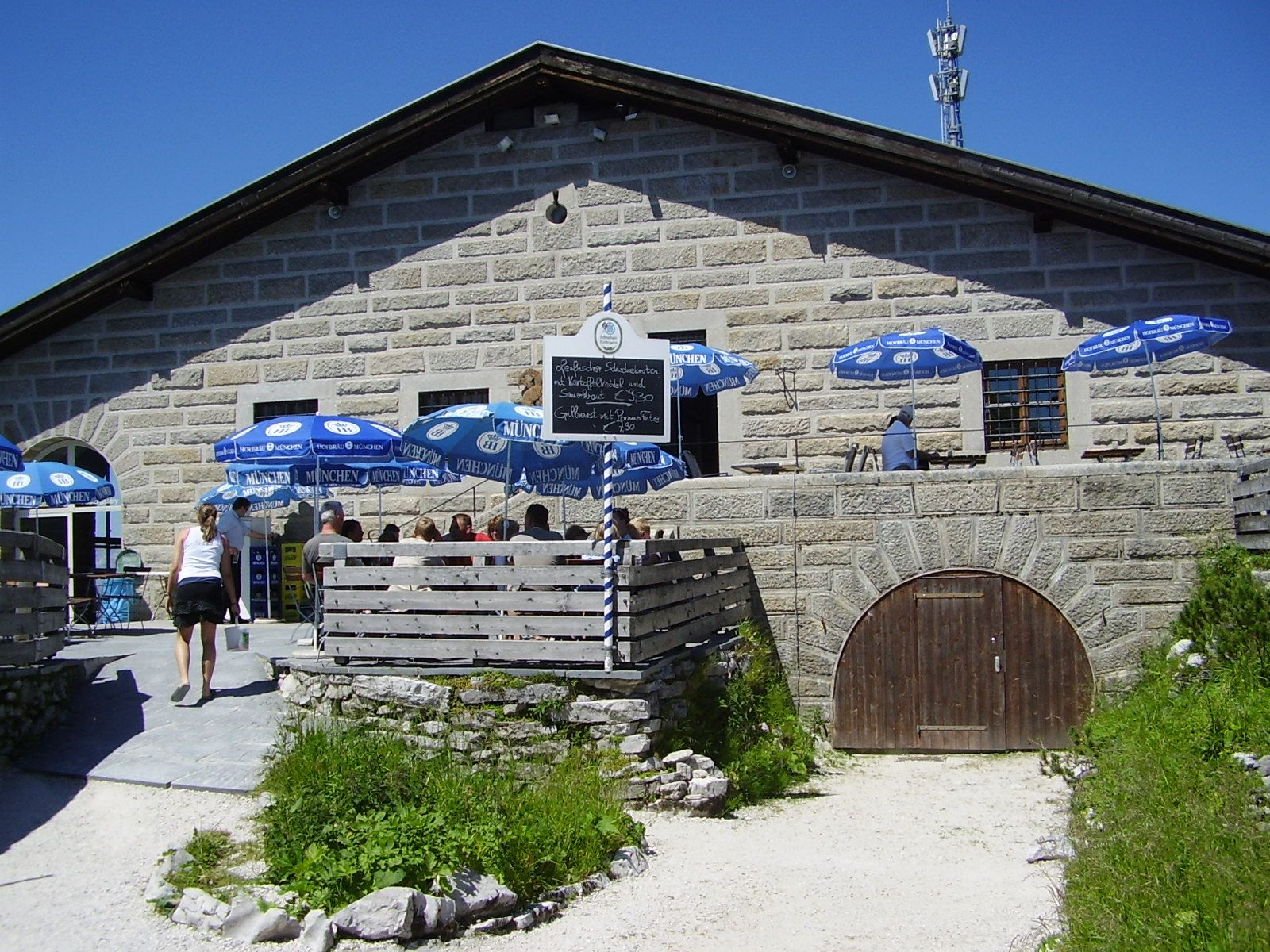
Az étterem a hegycsúcson

Magát az épületet Martin Bormann ajándékozta a Führernek 50. születésnapja alkalmából. Hitler körülbelül tíz alkalommal járt itt (a becslések 5 és 13 között ingadoznak). Az egész komplexum összköltsége elérte a 30 millió birodalmi márkát, mai áron számolva ez mintegy 150 millió eurót tenne ki. A háború végén találgatások láttak napvilágot, hogy vajon a náci vezetők hová menekülnek a végső összeomlás esetén. Téves adatokból kiindulva a szövetséges hírszerzés azt feltételezte, hogy a németek egy úgynevezett Alpok-erődöt (Alpenfestung) építettek ki, és ennek egyik központja a Sasfészek. Ezért 1945. április 25-én több száz brit nehézbombázó repült a hely fölé és azt lebombázta, de magát a házat nem sikerült lerombolni. Valójában Hitler végig a Führerbunkerben maradt Joseph Göbbelsszel együtt, míg a többi vezető szétszóródott az országban.

## Jelenleg
1960 utáni, felújított állapotában szinte csak turisztikai jellege van, éttermet és emlékhelyet alakítottak ki benne. Elsősorban az angolszász országokból érkezik rengeteg turista nyáron, döntően a hely történelmi levegője miatt. Nagy szerepet játszik ebben Alistair MacLean Kémek a Sasfészekben című műve is. A műből 1968-ban készítettek filmet az amerikaiak Richard Burton és Clint Eastwood főszereplésével, ám a filmet nem itt, hanem a hegy túloldalán az osztrák Werfen falucskájában forgatták, ugyanis csak ott találtak a regényben leírt várhoz hasonlót.
Nem elhanyagolható a csodálatos panoráma sem, hiszen remek kilátás nyílik innen gyakorlatilag 360°-os irányban. Általában május közepétől október közepéig/végéig van nyitva a turisták előtt.

## Megközelítése
A személygépkocsi-forgalom elől a hely zárva van, azt csak buszokkal (RVO), vagy gyalog lehet megtenni. A nagy, központi parkolótól indulnak a buszok 25 percenként, és azzal az alagút bejáratáig lehet eljutni, kb. 20 perc alatt. Onnan 124 métert emelkedve lifttel lehet megtenni a végső szakaszt, amit a felvonó 41 másodperc alatt tesz meg.
Gyalogosan is fel lehet jutni, három útvonal is felvezet a csúcsra, mindegyiket nagyjából 2-2,5 óra alatt lehet megtenni.

## Galéria

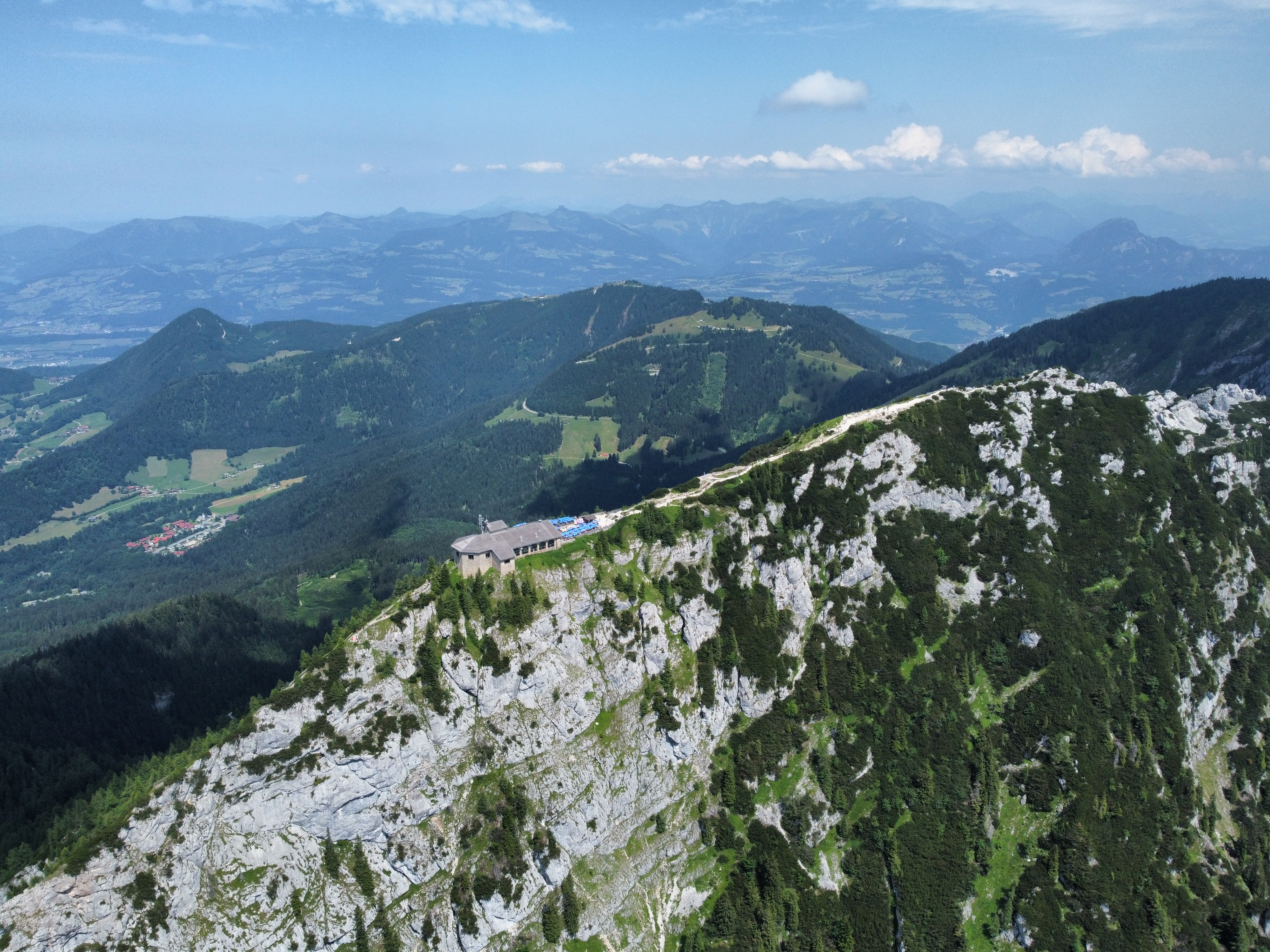
Légifelvétel

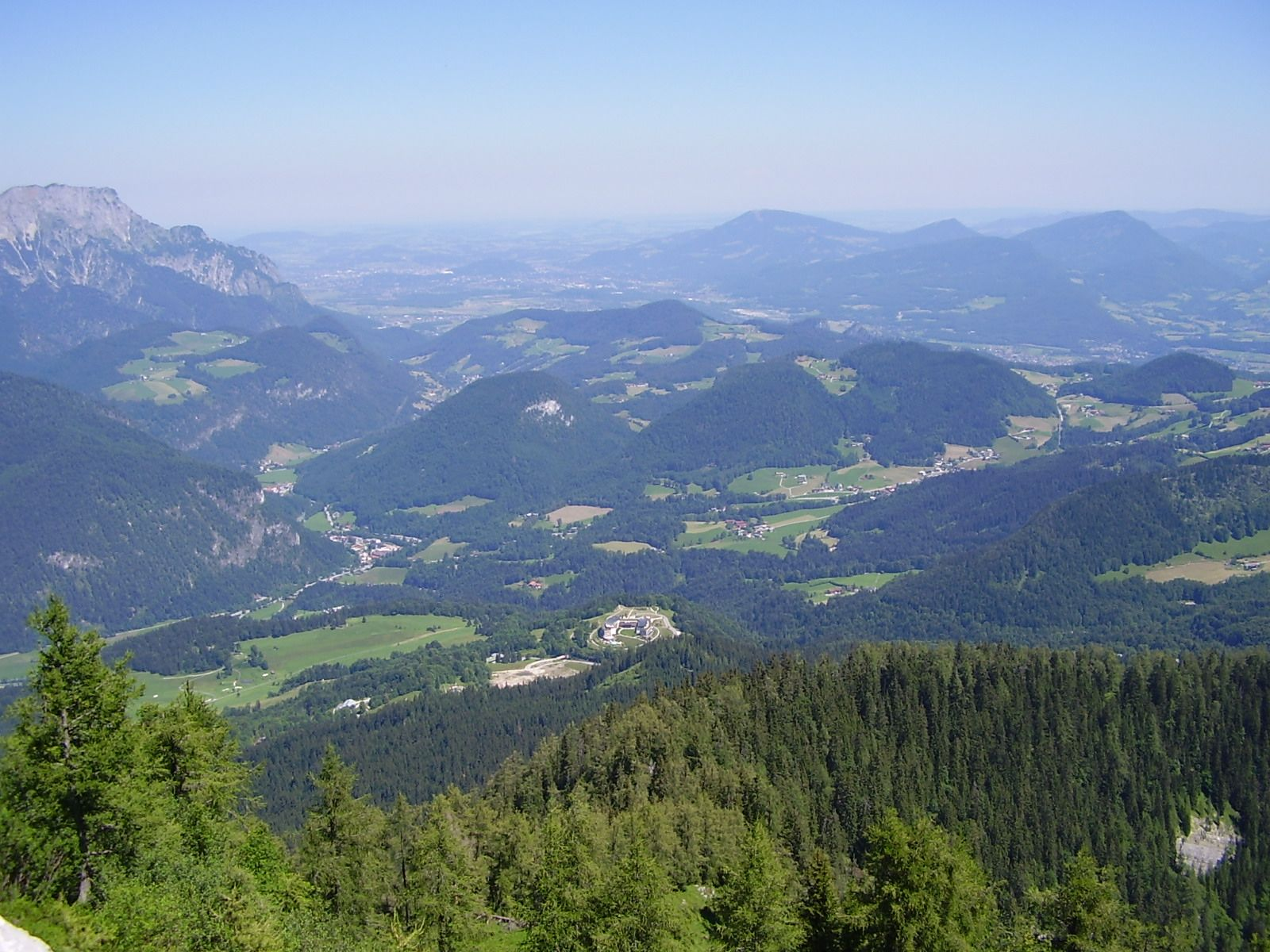
Kilátás észak, Salzburg felé
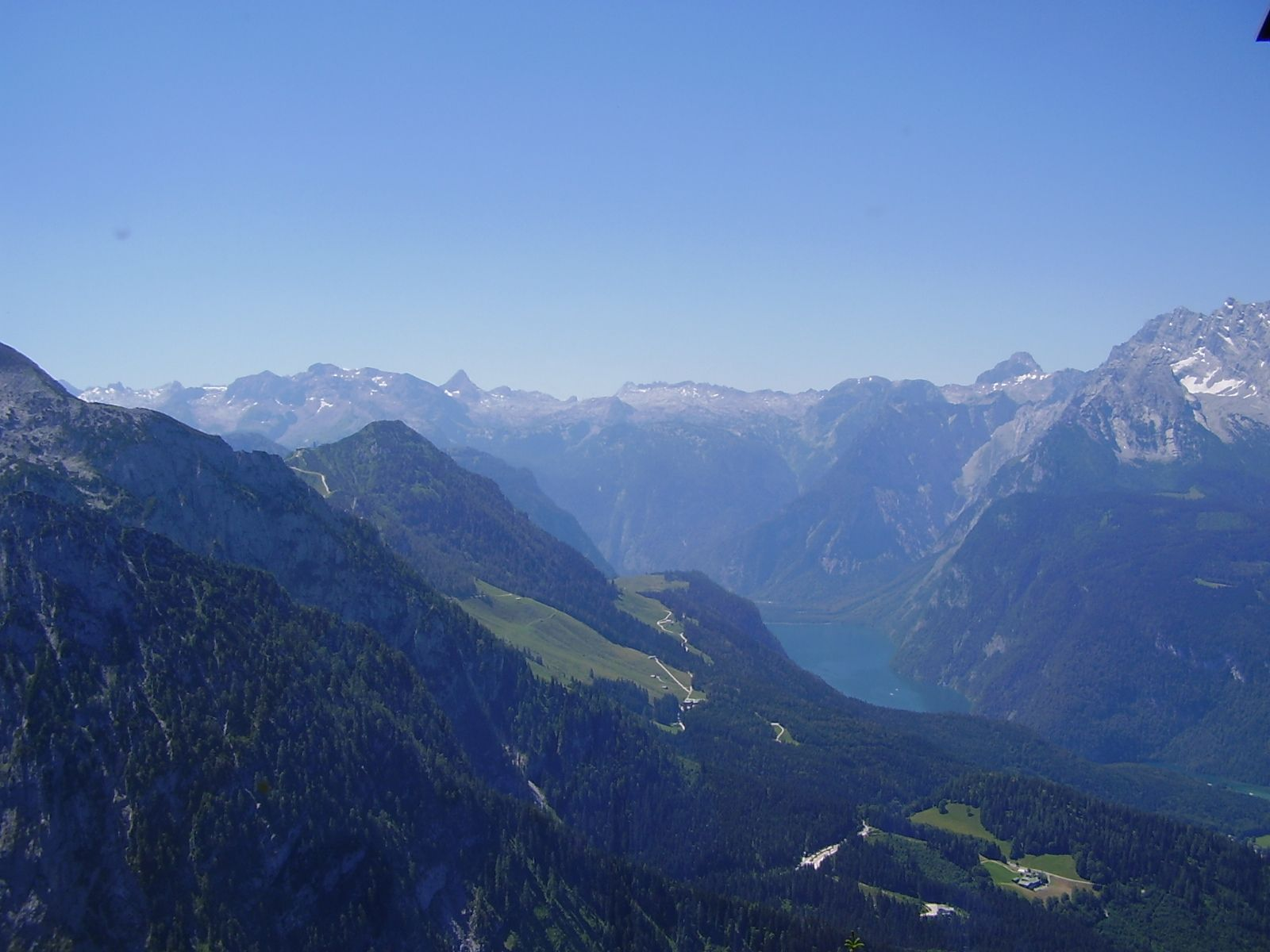
A Königssee a Sasfészekből
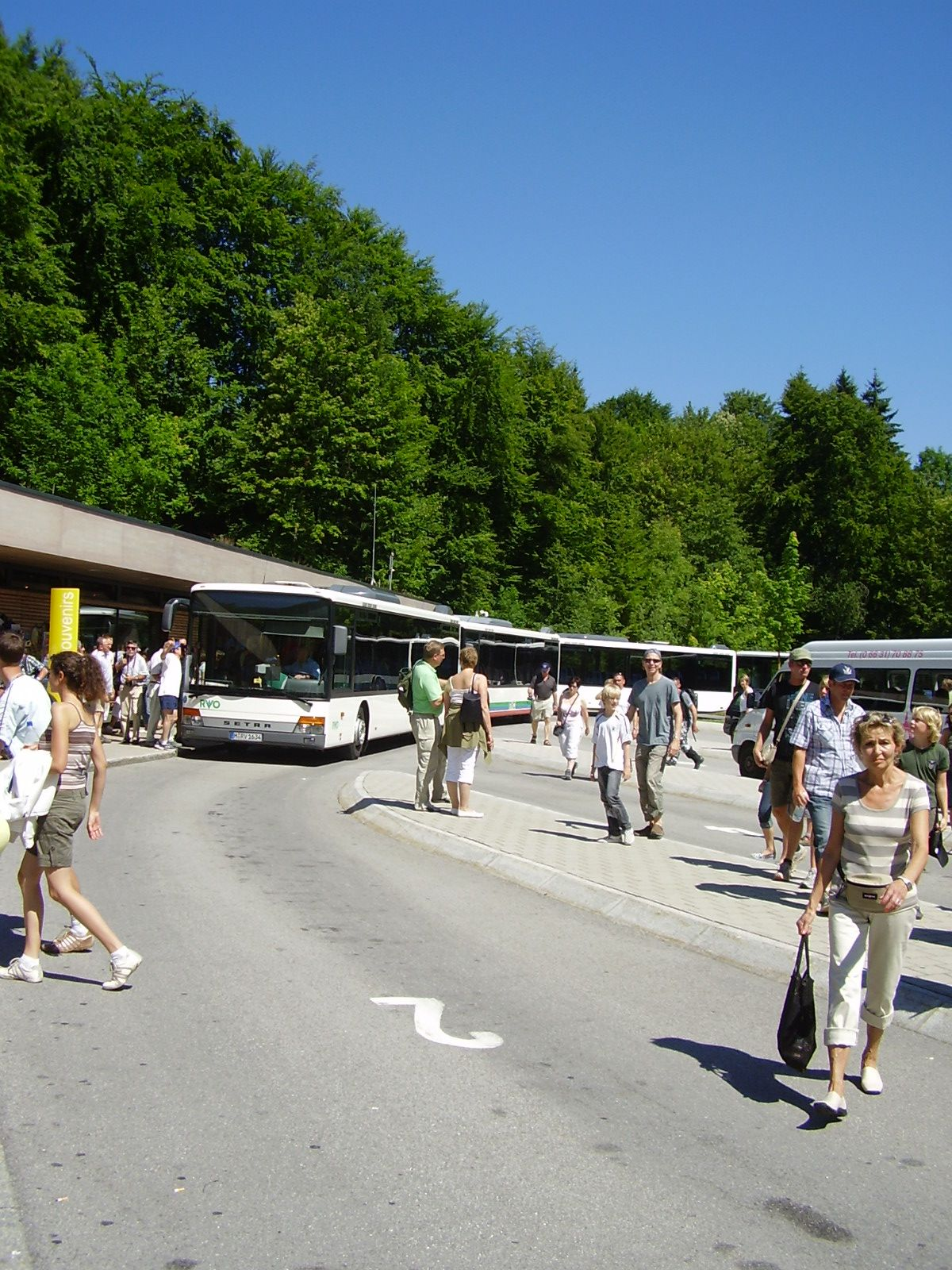
A lenti buszparkoló

## Fordítás
- Ez a szócikk részben vagy egészben  a   Kehlsteinhaus című német Wikipédia-szócikk ezen változatának fordításán alapul.  Az eredeti cikk szerkesztőit annak laptörténete sorolja fel. Ez a jelzés csupán a megfogalmazás eredetét és a szerzői jogokat jelzi, nem szolgál a cikkben szereplő információk forrásmegjelöléseként.
- Ez a szócikk részben vagy egészben  a   Kehlsteinhaus című angol Wikipédia-szócikk ezen változatának fordításán alapul.  Az eredeti cikk szerkesztőit annak laptörténete sorolja fel. Ez a jelzés csupán a megfogalmazás eredetét és a szerzői jogokat jelzi, nem szolgál a cikkben szereplő információk forrásmegjelöléseként.